# Lisa Li-Lund
Lisa Li-Lund est une auteure-compositrice-interprète franco-suédoise.

## Biographie
Lisa Li-Lund fait tout d'abord ses gammes en guitare, piano et voix dans un milieu anti-folk. Elle est attachée à la musique de Bruce Springsteen, The Rolling Stones, Suicide ou encore Dolly Parton. Elle est la sœur des frères Herman Dune. Elle passe son adolescence à jouer de la musique en famille. Son premier album, 900 KMS from Lund est auto-édité en 1997, sur le label Li-lund land.

## Carrières musicales
Les compositions de Lisa Li-Lund mêlent différentes sonorités dont la pop lo-fi californienne comme en témoigne son duo avec Bay Bear, à des titres francophones folk, à l'image de sa collaboration avec les French Cowboy,.
Elle travaille avec des artistes d’univers musicaux très divers tels The Wave Pictures, Jeffrey Lewis, The Cairo Gang, Kimya Dawson, The Cairo Gang, The Mountain Goats, Quixote ou Dj Gero. La musicienne se produit du Brésil aux États-Unis.
En 2011, Lisa Li-Lund fonde le duo The Big Crunch Theory, une échappée électro intergalactique avec le compositeur français Gilb'R. Un premier album nommé 1992 est édité sur le label Versatile Records,.
Le 23 avril 2021, la musicienne sort l'album Glass of Blood chez Pan European Recording avec comme premier single le titre Janet,. Le clip du morceau est réalisé par Julien Ansault.

## Discographie
- 1997 : 900 KMS from Lund, Li-lund land
- 2000 : Lisa B Wants to Play Guitar with Ahd, Lisa Li-Lund et Stanley Brinks, Li-lund land
- 2006 : Li-Lund Ran Away, Li-lund land
- 2008 : Share Horses, Lisa Li-Lund et French Cowboy, Havalina records
- 2008 : Heavy Horse, Li-lund land
- 2008 : 12000 Waves, Li-lund land
- 2010 : Covers, EP, Li-lund land
- 2011 : 1992, The Big Crunch Theory, Lisa Li-Lund et Gilb'R, Versatile Records
- 2021 : Glass of Blood, A+LSO